# 大山背
大山背，是臺灣新竹縣橫山鄉的一個傳統地域名稱，位於該鄉中部偏南。相較於今日行政區，其範圍大致為豐鄉村的西北大半部。

## 歷史
台灣清治末期至日治初期，大山背地區為一街庄，稱為「大山背庄」，隸屬於竹北一堡。該庄北與頭份林庄為鄰，東北與油羅庄為鄰，東南邊與蕃地為鄰，南邊為濫仔庄，西邊為田藔坑庄。
1901年（日治明治三十四年）11月，全台廢縣廳改設二十廳，該庄隸屬於新竹廳。1909年（明治四十二年）10月，合併二十廳為十二廳，該庄隸屬不變。1920年（大正九年），廢十二廳改設五州二廳，該庄改制為「大山背」大字，隸屬於新竹州竹東郡橫山庄。
戰後橫山庄改制為橫山鄉，隸屬於新竹縣，大字亦改制為村。1950年桃、竹、苗分治，橫山鄉隸屬不變。

## 交通
鄉道竹34線是崁頭至大山背的道路，其東側端點在大山背地區東部邊界地帶的鄉道竹35線路口，向西北沿邊界可經頭份林前往橫山地區的崁頭並止於鄉道竹33線路口。
鄉道竹35線是橫山至瑞豐的道路，大致以東北—西南走向蜿蜒經過本地區中部偏東南地帶，向東北經油羅可前往橫山市區並止於省道台3線路口，向西南可經濫仔前往上坪的瑞峰並止於縣道122號路口。
鄉道竹35-1線是頭分林至騎龍的道路。